# Bonapartiska Spanien
Bonapartiska Spanien var den period i Spaniens historia från då Ferdinand VII av Spanien tvingades abdikera och Spanien blev istället en fransk lydstat under Joseph Bonaparte. Perioden avslutades med freden i Valençay, ett försök av Napoleon I att avsluta fronten i Spanien och istället lägga fokus på den sjätte koalitionen, som var förberedd att korsa floden Rhen.

## Karl IV ersätts som kung
År 1808 tvingade det spanska hovet Karl IV av Spanien att abdikera efter Aranjuezrevolten. Revolten startades av Karl IV:s egen son Ferdinand VII i ett försök att få bort hans impopulära far från den spanska tronen. Napoleon drog nytta av den pågående revolten, och under falska förespeglingar att lösa konflikten så bjöd han in de två spanska kungligheterna till ett möte i Bayonne. Men vad de inte föreställde sig var att Napoleon tvingade Ferdinand VII själv att abdikera. Istället utropade han sin storebror Joseph Bonaparte till kung av Spanien och Ostindien. Ferdinand VII hölls fånge i Slottet i Valençey i 6 år. Joseph Bonapartes nya kunganamn blev José I. Istället för en smidig övergång från Bourbon till Bonaparte, vilket var fallet i Kungariket Holland och Kungariket Westfalen, så ledde ersättningen på den Iberiska halvön till en total politisk katastrof.

## José I:s regeringstid

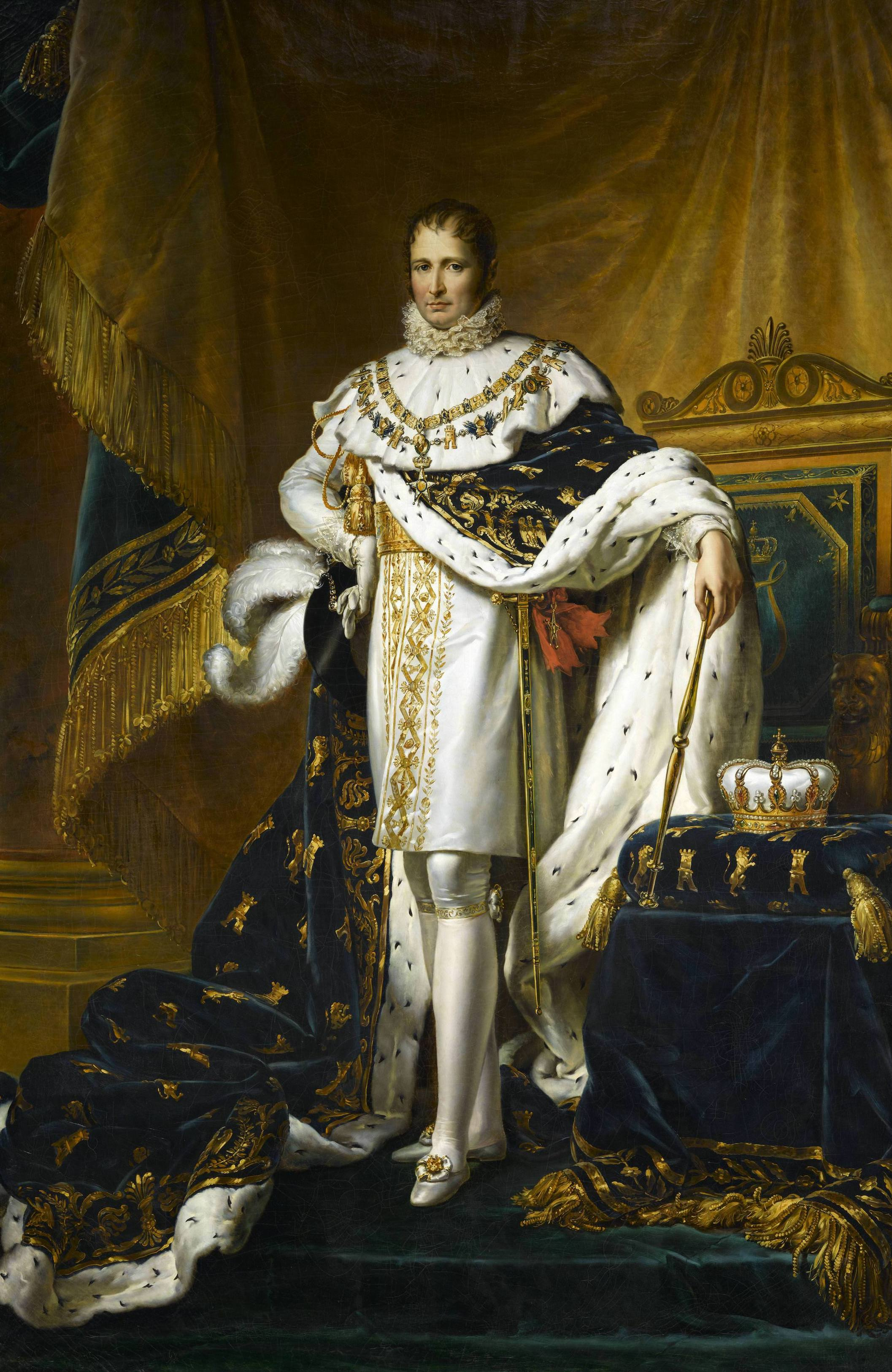
Joseph Bonaparte som José I av Spanien.

### Estatuto de Bayona
Nästan direkt skrevs en ny konstitution eller privilegiebrev, som godkändes av José I i staden Bayonne där han fyra månader tidigare blivit utropad till kung. Konstitutionen godkändes som grunden för hans regering som kung i Spanien, men få delar blev genomförda på grund av det spanska självständighetskriget som pågick under nästan hela José I:s regeringstid. Den nya konstitutionen kallades för Estatuto de Bayona.
Konstitutionens innehåll var i stor del bonapartisk uppfattning, med några specifika ändringar som ett försök att anpassa konstitutionen till kulturen i Spanien. I Estatuto de Bayona stod det att:
- Spanien ska ha ett trekammarsystem,
- 7–9 ministerier,
- En självständig judiciell makt,
- Spaniens folk skulle ha individuell frihet förutom religionsfrihet,
- Alla religioner skulle vara förbjudna förutom Katolska kyrkan.

Trots att Joseph Bonaparte var statschef över Spanien togs de flesta besluten för Spanien av Napoleon och hans generaler.

### José I abdikerar
Joachim Murat gjorde en plan att erövra resten av Spanien och skickade två stora arméer att genomföra den. En av arméerna skickades söderut till Andalusien och plundrade Córdoba. Istället för att fortsätta till Cádiz blev armén, ledd av Pierre Dupont de l'Étang, beordrad att marschera norrut tillbaka till Madrid, men blev besegrad under slaget vid Bailén. Efter att de förödande nyheterna nådde Madrid tvingades Joseph fly till Vitoria-Gasteiz. Detta tvingade Napoleon själv att marschera in i Spanien och hjälpa sin broder. Efter att Napoleon återerövrat Córdoba återvände Joseph till Madrid. Detta skedde 2 gånger till under José I:s regeringstid. Den andra inträffade under hösten år 1812 då en armé uppbyggd av Storbritannien och Portugal erövrade Madrid. I maj 1813 lämnade Joseph den sista gången Madrid. I juni blev den största delen av den franska armén i Spanien krossad under slaget vid Vitoria, vilket tvingade de sista på Josephs sida att fly till Frankrike. Resten av armén kapitulerade och Joseph tvingades abdikera. 